# Strobilanthes hygrophiloides
Strobilanthes hygrophiloides är en akantusväxtart som beskrevs av C. B. Cl. och W. W.Smith. Strobilanthes hygrophiloides ingår i släktet Strobilanthes och familjen akantusväxter. Inga underarter finns listade i Catalogue of Life.